# Skatval
Skatval ist eine Ortschaft in der norwegischen Kommune Stjørdal in der Provinz (Fylke) Trøndelag. Der Ort hat 967 Einwohner (Stand: 1. Januar 2024).

## Geografie
Skatval ist ein sogenannter Tettsted, also eine Ansiedlung, die für statistische Zwecke als eine städtische Siedlung gewertet wird. Der Ort liegt auf einer Halbinsel am östlichen Ufer des Trondheimfjords, südlich der berühmten Burg Steinvikholmen, zwischen Åsenfjord im Westen, Fættenfjord im Norden und Lofjord im Süden. Das Ortsgebiet ist unterteilt, von Norden im Uhrzeigersinn, in Langstein, Nordbygda, Sørbygda, Midtbygda und Vassbygda.

## Persönlichkeiten
- Brit Sandaune (* 1972), Fußballspielerin
- Sverre Dahlen Aspenes (* 1997), Biathlet